# Canton de Strasbourg-4
Le canton de Strasbourg-4 est une circonscription électorale française située dans circonscription administrative du Bas-Rhin sur le territoire de la collectivité européenne d'Alsace.
Il comprend les quartiers de la Robertsau et de la cité de l'Ill, du Wacken, du Contades, du Tribunal et une partie du quartier des Halles,.

## Histoire
De 1833 à 1871 et de 1919 à 1962, il n'y avait que 4 cantons dans l'arrondissement de Strasbourg-Ville : les cantons de Strasbourg-Est, Strasbourg-Nord, Strasbourg-Ouest et Strasbourg-Sud.
Le canton de Strasbourg-4 est créé en 1962.
Par décret du 18 février 2014, le nombre de cantons du département est divisé par deux, avec mise en application aux élections départementales de mars 2015. Le canton de Strasbourg-4 est conservé et s'agrandit.

## Représentation

### Représentation avant 2015
| Période                                  | Période      | Identité                  | Étiquette    | Qualité |
| ---------------------------------------- | ------------ | ------------------------- | ------------ | --- |
| 1962                                     | 1964         | Armand Kientzi            | MRP-UCDP     | Avocat - Sénateur (1976-1977) |
| 1964                                     | 1971 (décès) | Marcel-Antoine Leibenguth | UNR puis UDR | Pharmacien à Strasbourg, ancien résistant |
| 10 septembre 1971                        | 1976         | Pierre Pflimlin           | CDP          | Avocat - Maire de Strasbourg (1959-1983) Député (1945-1967) Président de la Communauté Urbaine de Strasbourg (1967-1983) Président du Conseil général (1951-1960) Ministre (1946-1962) |
| 1976                                     | 1988         | Marcel Rudloff            | CDP puis UDF | Avocat - Maire de Strasbourg (1983-1989) Président de la CUS Sénateur (1977-1992) Président du Conseil régional d'Alsace (1980-1996)                                                   |
| 1988                                     | 2008         | Jean Waline               | RPR          | Professeur de droit Conseiller municipal de Strasbourg (1977-1983 et 1989-1995) Vice-président du Conseil général                                                                      |
| 2008                                     | 2015         | Olivier Bitz              | PS           | Fonctionnaire Adjoint au maire de Strasbourg (2008-2020) Elu en 2015 dans le Canton de Strasbourg-5                                                                                    |
| Les données manquantes sont à compléter. |              |                           |              | |

### Représentation depuis 2015
| Période élective | Période élective | Mandat | Mandat   | Identité             | Nuance | Nuance | Qualité                                                                               |
| ---------------- | ---------------- | ------ | -------- | -------------------- | ------ | ------ | ------------------------------------------------------------------------------------- |
| 2015             | 2021             | 2015   | 2021     | Yves Le Tallec       |        | LR     | Médecin Conseiller général du Canton de Strasbourg-5 (2001-2015)                      |
| 2015             | 2021             | 2015   | 2021     | Françoise Pfersdorff |        | LR     | Journaliste                                                                           |
| 2021             | 2028             | 2021   | en cours | Anne Tenenbaum       |        | DVD    | Agent immobilier à Strasbourg, membre d'Agir                                          |
| 2021             | 2028             | 2021   | en cours | Jean-Philippe Vetter |        | LR     | Ancien assistant parlementaire de Fabienne Keller, conseiller municipal de Strasbourg |

À l'issue du 1er tour des élections départementales de 2015, deux binômes sont en ballotage : Yves Le Tallec et Françoise Pfersdorff (Union de la Droite, 35,91 %) et Alain Fontanel et Christel Kohler (PS, 28,38 %). Le taux de participation est de 47,29 % (12 361 votants sur 26 141 inscrits) contre 47,83 % au niveau départemental et 50,17 % au niveau national.
Au second tour, Yves Le Tallec et Françoise Pfersdorff (Union de la Droite) sont élus avec 56,02 % des suffrages exprimés et un taux de participation de 45,67 % (6 283 voix pour 11 939 votants et 26 141 inscrits).

## Composition

### Composition avant 2015
Le canton de Strasbourg-4 comprenait une partie de la commune de Strasbourg (quartier du Conseil des XV).

### Composition depuis 2015
| Nom                                | Code Insee | Intercommunalité            | Superficie (km2) | Population (dernière pop. légale)                 | Densité (hab./km2) | Modifier                                    |
| ---------------------------------- | ---------- | --------------------------- | ---------------- | ------------------------------------------------- | ------------------ | ------------------------------------------- |
| Strasbourg (bureau centralisateur) | 67482      | Eurométropole de Strasbourg | 78,26            | Fraction : 44 153 (2022) Commune : 291 709 (2022) | 3 727              | modifier les données · modifier les données |
| Canton de Strasbourg-4             | 6720       |                             |                  | 44 153 (2022)                                     |                    | modifier les données                        |

Le canton de Strasbourg-4 est formé de la partie de la commune de Strasbourg située à l'est d'une ligne définie par l'axe des voies et limites suivantes : depuis la frontière franco-allemande, canal de la Marne au Rhin, cours de l'Ill, pont Saint-Guillaume, rue de la Pierre-Large, quai Saint-Étienne, quai Lezay-Marnesia, quai Schœpflin, quai Kellerman, pont de Paris, rue de Sébastopol, place des Halles, rue des Halles, boulevard du Président-Wilson, rue Georges-Wodli, rue de Sarrelouis, petite rue des Magasins, rue de Sarrebourg, voie de chemin de fer, jusqu'à la limite territoriale de la commune de Schiltigheim.
Il comprend les quartiers de la Robertsau et de la cité de l'Ill, du Wacken, du Contades, du Tribunal et une partie du quartier des Halles.

## Démographie

### Démographie avant 2015
| 1962 | 1968 | 1975 | 1982 | 1990   | 1999   | 2006   | 2011   | 2012   |
| ---- | ---- | ---- | ---- | ------ | ------ | ------ | ------ | ------ |
| -    | -    | -    | -    | 22 171 | 20 756 | 22 069 | 21 200 | 21 798 |

### Démographie depuis 2015
En 2022, le canton comptait 44 153 habitants, en évolution de +0,62 % par rapport à 2016 (Bas-Rhin : +3,17 %, France hors Mayotte : +2,11 %).
| 2013   | 2018   | 2022   |
| ------ | ------ | ------ |
| 43 455 | 43 174 | 44 153 |